# Mark (Gewicht)
Die Mark (mhd. marc, march, marke) ist ursprünglich eine im Mittelalter verwendete Gewichtseinheit, die ab dem 11. Jahrhundert das Pfund als Edelmetall- und Münzgewicht verdrängte. Die Mark ist traditionell ein halbes Pfund und wurde üblicherweise in 8 Unzen oder 16 Lot eingeteilt. Die im deutschen Sprachraum bedeutsame Kölner Mark entsprach etwa 234 g.

## Wortherkunft
Das Etymologische Wörterbuch der deutschen Sprache von Friedrich Kluge führt das Wort auf den urgermanischen Begriff marka „Gewichts- und Werteinheit“ (ursprünglich „Teilung, Geteiltes“) zurück.
Das etymologische Wörterbuch von Wolfgang Pfeifer sieht das althochdeutsche marc „Abgrenzung, Zeichen“ als Ausgangswort und vermutet, dass somit marc zuerst die Prägung (Kennzeichnung eines bestimmten Gewichts) meinte, später den Barren selbst sowie sein Gewicht und schließlich ein Geldstück von bestimmten Gewicht und Wert bezeichnete.
Nach einem Handelslexikon von 1848 soll der Begriff Gewichtsmark daher kommen, dass „das Metallstück, dessen man sich zum Wägen bediente, mit einem Zeichen oder einer Marke versehen war“. Meyers Konversationslexikon von 1905 führt ähnlich die Wortherkunft auf die Entstehung der Mark aus dem römischen Pfund zu 11 Unzen zurück. Karl der Große hatte als fränkischer König gegen Ende des 8. Jahrhunderts eine Münz- und Maßreform durchgeführt. Insbesondere hatte er als grundlegendes Münz- und Handelsgewicht das Karlspfund eingeführt, das jedoch nur noch 8 Unzen schwer war. Um eine weitere Verringerung des Gewichts eines Pfundes zu verhindern, sei nun den neuen Gewichtsstücken ein Zeichen, eine Marke, eingeprägt worden. Das Gewicht dieser als marca bezeichneten Gewichtsstücke soll zwischen 196 g und 280 g geschwankt haben.

## Kölner Mark (Kölnische Mark)
Bis ins Mittelalter bestanden noch viele, regional verschiedene Varianten der Mark als Gewichtsmaß. Die Kölner Mark wurde bereits im 12. Jahrhundert verwendet und war auf die Hälfte des Kölnischen Pfundes festgelegt. Sie erlangte für das Münzwesen große Bedeutung.
Die als der Münzprägung zugrunde liegende Gewichtseinheit der Kölner Mark wird 1166 erstmals erwähnt, das um 1170 in der Stadt eingeführte schwerere Markgewicht (lateinisch magna marca) wog 233,8123 Gramm, verbreitete sich über das Rheinland schnell in anderen Regionen des Reichs und wurde 1524 zum allgemeinen deutschen Reichsmünzgewicht erhoben. Zunächst hatte sie eine geringere Bedeutung als das Karlspfund, das Grundlage des karolingischen Münzsystems war. Das Verhältnis der Kölner Mark zum Karlspfund liegt bei 576:1000. Die Kurfürsten von Trier, Köln, Mainz und der Pfalz gründeten 1386 den ersten Rheinischen Münzverein, nach dessen Festlegungen der Rheinische Goldgulden geprägt wurde. Nach dem vom Rheinischen Münzverein festgelegten Münzfuß wurden aus einer Kölner Mark Gold 66 Gulden geprägt. Vorbild war der seit 1252 geprägte Florin. Durch den Erfolg dieser Prägung und die wirtschaftliche Bedeutung des Rheinischen Münzvereins errang die Kölner Mark als Münzgewicht überregionale Bedeutung.
Ab 1300 wurde mit den Prager Groschen die Silberwährung eingeführt. 1338 folgten auf deutschem Gebiet die Meißner Groschen. Anfänglich wurden die Groschen aus 16-lötigem Silber mit 70 Groschen aus der Mark geprägt. 1486 wurden von dem Tiroler Erzherzog Siegmund die ersten Großsilbermünzen im Wert von einem Rheinischen Goldgulden geprägt. Der Goldgulden war zu diesem Zeitpunkt die Leitwährung in Europa. Diese als Guldengroschen bezeichneten Münzen wurden ab 1500 auch im sächsischen Annaberg geprägt. Seinen Höhepunkt erreichte die Prägung dieser Münzen zwischen 1519 und 1529 in Joachimsthal, heute Jáchymov. Die hier geprägten Münzen wurden als Joachimsthaler später einfach nur als „Taler“ bezeichnet. Die von Kaiser Karl V. in Esslingen erlassene Erste Reichsmünzordnung, die Esslinger Reichsmünzordnung, führte 1524 die feine Kölner Mark offiziell im Heiligen Römischen Reich Deutscher Nation als verbindliches Münzgewicht ein.
Sämtliche Taler, Gulden, Dukaten und Kleinmünzen wurde dann fortan im gesetzlichen Sprachgebrauch – aus Gründen der damaligen Rechengewohnheiten, die das Dezimalsystem noch nicht kannten – mit der Mark als Zählmaß verglichen. Beispielsweise nach dem Muster:
  acht Taler sind eine rauhe, das heißt eine mit Kupfer beilegierte Mark oder
  neun Taler sind eine feine, also eine reine (16-lötige) Edelmetall-Mark
Der Münchner Münzvertrag, mit dem der Süddeutsche Münzverein 1837 gegründet wurde, nahm als „Markgewicht“ der zu prägenden Münzen 233,855 g an. Dies entspricht dem Wert der preußischen Kölner Mark, die „preußische Münzmark“ oder „Vereinsmark“ genannt wurde.
War bereits im Münchner Münzvertrag die Kölner Mark in einer der neuen Masseneinheiten des internationalen Dezimalsystems, dem Gramm, beschrieben worden, nutzte der Wiener Münzvertrag 1857 vollständig metrische Größen. Bezugsgröße für den Münzfuß war nun das Zollpfund von 500 Gramm, aus dem 30 Taler zu prägen waren.

## Regionale Ausprägungen der Mark
Die 1524 festgelegte Mark hatte zeitlich und regional geringe bis größere Gewichtsunterschiede, sodass beispielsweise die Kölner, die Nürnberger Mark oder gar die Pariser Mark nicht gleichgewichtig waren. Diese Unterschiede wurden erst im 19. Jahrhundert in Deutschland vertraglich behoben.
Seit der ersten Reichsmünzordnung erlitt die Geldqualität eine stetige Verschlechterung. Während gemäß dem 1667 zwischen Brandenburg und Kursachsen vereinbarten Zinnaischen Münzfuß noch 10½ Taler aus der Mark geschlagen wurden, waren es seit 1687 nach dem Leipziger Fuß bereits 12 und nach dem seit 1750 in Preußen und später den meisten norddeutschen Staaten gültigen Graumannschen Münzfuß sogar 14 Taler.
Österreich-Ungarn stellte einen ebenfalls auf der Kölner Mark basierenden Münzfuß auf, Grundlage des Konventionstalers, den viele süddeutsche Staaten übernahmen. Im Dresdner Münzvertrag von 1838 wurden dann in allen Ländern des Zollvereins Münzen auf Grundlage der „preußischen Kölner Mark“, der sogenannten preußischen Münzmark oder Vereinsmark, verbindlich.
Abweichungen einiger regionaler Werte der Mark vom heutigen, arbiträren, sieben-glatten Wert der Kölner Mark zu genau 234,1011456 Gramm:
| Gewicht in Karlspfund | Name                      | Ref.                | Wert in g         | Wert einer CM | Abweichung            |
| --------------------- | ------------------------- | ------------------- | ----------------- | ------------- | --------------------- |
| 0,6048                | Holländische Mark         | [ 9 ] [ 10 ] [ 11 ] | 246,0839          | 234,3656 g    | + 0,1130 %            |
| 0,5760                | Cölnische Mark in Bayern  | [ 9 ] [ 10 ] [ 11 ] | 233,950           | 233,950 g     | − 0,0646 %            |
| 0,5760                | Cölnische Mark in Wien    | [ 12 ]              | 233,890 233,94108 | 233,890 g     | − 0,0902 % − 0,0684 % |
| 0,6912                | Wiener Mark               | [ 14 ]              | 280,668           | 233,870 g     | − 0,0987 %            |
| 0,5760                | Cölnische Mark in Preußen | [ 9 ] [ 10 ] [ 11 ] | 233,8555          | 233,8555 g    | − 0,1049 %            |
| 0,5760                | Cölnische Mark in Hamburg | [ 12 ]              | 233,85489         | 233,85489 g   | − 0,1052 %            |
| 0,5760                | Cölnische Mark in Köln    | [ 11 ]              | 233,8123          | 233,8123 g    | − 0,1234 %            |

## Unterteilungen der Mark

### Für Gold
| Einheit   | Goldmark | Goldkarat | Goldgran | Korngran | 7-glatter Wert |
| --------- | -------- | --------- | -------- | -------- | -------------- |
| Goldmark  | 1        | 24        | 288      | 4608     | 234,1011456 g  |
| Goldkarat | 1/24     | 1         | 12       | 192      | 9,7542144 g    |
| Goldgran  | 1/288    | 1/12      | 1        | 16       | 0,8128512 g    |
| Korngran  | 1/4608   | 1/192     | 1/16     | 1        | 0,0508032 g    |

### Für Silber und seine Kupferbeilegierungen
Für Silber und seine Kupferbeilegierungen, also auch für das gebräuchliche Geld, galten folgende Werte. Die Unterteilungen regionaler Marken können abweichen.
| Einheit        | Mark    | Unze   | Loth   | Quentchen | Pfennig | Heller | Korngran | Richtpfennig | 7-glatter Wert |
| -------------- | ------- | ------ | ------ | --------- | ------- | ------ | -------- | ------------ | -------------- |
| Silbermark     | 1       | 8      | 16     | 64        | 256     | 512    | 4608     | 65 536       | 234,1011456 g  |
| Unze           | 1/8     | 1      | 2      | 8         | 32      | 64     | 576      | 8192         | 29,2626432 g   |
| Loth           | 1/16    | 1/2    | 1      | 4         | 16      | 32     | 288      | 4096         | 14,6313216 g   |
| Quentchen      | 1/64    | 1/8    | 1/4    | 1         | 4       | 8      | 72       | 1024         | 3,6578304 g    |
| Pfenniggewicht | 1/256   | 1/32   | 1/16   | 1/4       | 1       | 2      | 18       | 256          | 0,9144576 g    |
| Hellergewicht  | 1/512   | 1/64   | 1/32   | 1/8       | 1/2     | 1      | 9        | 128          | 0,4572288 g    |
| Korngran       | 1/4608  | 1/576  | 1/288  | 1/72      | 1/18    | 1/9    | 1        | 128/9        | 0,0508032 g    |
| Richtpfennig   | 1/65536 | 1/8192 | 1/4096 | 1/1024    | 1/256   | 1/128  | 9/128    | 1            | 0,0035721 g    |

## Verschiedene Markgewichte
| Name                | empirische Masse | Verhältnis zur CM |
| ------------------- | ---------------- | ----------------- |
| Wiener Mark         | 280,668 g        | 12 : 10           |
| Prager Mark         | 253,17 g         | 625 : 576         |
| Holländische Mark   | 246,0839 g       | 21 : 20           |
| Pariser Mark        | 244,7529 g       | 392 : 375         |
| Würzburger Mark     | 238,62 g         | 50 : 49           |
| Nürnberger Mark     | 237,52 g         | 64 : 63           |
| Erfurter Mark       | 235,40 g         | 225 : 224         |
| Preußische Mark     | 233,8555 g       | 1 : 1             |
| Kölner Mark         | 233,8123 g       | 1 : 1             |
| Towermark           | 233,2761 g       | 3125 : 3136       |
| Spanische Mark      | 230,348 g        | 63 : 64           |
| Portugiesische Mark | 229,5 g          | 49 : 50           |
| Krakauer Mark       | 197,98 g         | 160 : 189         |